# محوطه لوسرتخته
محوطه لوسرتخته مربوط به دوره پارت و دوره ساسانیان است و در شهرستان شمیرانات، بخش رودبار قصران، روستای گرمابدر واقع شده و این اثر در تاریخ ۱ مهر ۱۳۸۲ با شمارهٔ ثبت ۱۰۳۹۹ به‌عنوان یکی از آثار ملی ایران به ثبت رسیده است.